# Apolipoprotein A1
Apolipoprotein A1 (ApoA-I) je protein kojeg kod čovjek kodira gen APOA1, i kojim ima važnu ulogu u metabolizmu lipida. ApoA-I je važan protein u česticama lipoproteina visoke gustoće (HDL) u krvi čovjeka. 
Hilomikroni koji nastaju u enterocitima probavne cijevi također sadrže ApoA-I, ali ga u krvotoku predaju HDL česticama. ApoA-I potiče utok kolesterola iz tkiva u jetru za izlučivanje. Djeluje i kao kofaktor enzima lecitin kolesterolacil-transferaza (LCAT), odgovornog za nastanak većine kolesterolskih estera u krvi. 
Poznato je da kalcitriol snizuje produkciju ApoA-I, dok tjelovježba i lijekovi statini povećavaju proizvodnju ApoA-I (ovisno o polimorfizmu G/A promotora).